# するが路農業協同組合
するが路農業協同組合（するがじのうぎょうきょうどうくみあい）は、かつて静岡県静岡市清水区に本店があった農業協同組合。
2012年11月1日に清水区内の事業所が清水農業協同組合に、富士市内の事業所が富士市農業協同組合に継承された。

## 管轄地域
- 静岡市清水区（蒲原地区、由比地区のみ）
- 富士市（旧富士川町のみ）

## 事業内容
- 営農指導・販売事業
- 購買事業
- 燃料事業
- 葬祭事業
- 信用事業
- 共済事業

## 管内の主な産物
- ミカン
  - 青島ミカン
  - 太田ポンカン
- オレンジ
  - 清見オレンジ
  - デコポン
  - 甘夏